# دون براون (لاعب كرة قدم أمريكية)
دون براون (بالإنجليزية: Don Brown)‏ هو لاعب كرة قدم أمريكية أمريكي، ولد في 20 أغسطس 1937 في دايتون في الولايات المتحدة، وتوفي في 25 يونيو 2013.

## وصلات خارجية
- دون براون على موقع مرجع كرة القدم المحترفة.كوم (الإنجليزية)